# Силва, Иван Фелипе
Иван Фелипе Силва (род. 8 февраля 1996, Матансас) — кубинский дзюдоист представляющий свою национальную федерацию на крупных международных соревнованиях, серебряный призёр чемпионата мира 2018 года в весовой категории до 90 кг. Чемпион Панамериканских игр 2019 года, серебряный призёр Панамериканских игр 2015 года. 4-кратный чемпион Панамерики. Участник летних Олимпийских игр 2016 года.

## Биография
На Панамериканских играх в 2015 году в Торонто завоевал серебряную медаль, в финале уступил американцу Трэвису Стивенсу.
Принял участие в летних Олимпийских играх в Бразилии. Уступил в первом раунде турнира в весовой категории до 81 кг.
Дважды в 2017 и 2018 годах становился чемпионом Панамериканского чемпионата по дзюдо в весовой категории до 90 кг.
На чемпионате мира 2018 года в Баку, в весовой категории до 90 кг, он вышел в финал, но уступил испанцу Николозу Шеразадишвили и завоевал серебряную медаль мирового чемпионата.
На чемпионате Панамерики в Лиме в 2019 году вновь в третий раз подряд стал чемпионом континента по дзюдо.